# Лицата на мрака
„Лицата на мрака“ е френски детективски роман на Боало-Нарсьожак, публикуван през 1953 г.

## Сюжет
Случайната експлозия на граната, докато градинарства в имота си, обезобразява и лишава големия индустриалец Ермантие от зрението. Това е началото на бавна рехабилитация. След месец в болницата за него все още е трудно да се ориентира, когато се озовава в собствената си стая в имението си. Обстановката му изглежда едновременно чужда и позната. Той се успокоява, като си казва, че това е период на преход, със сигурност труден, но временен. Със сигурност един ден ще успее да се ориентира, постепенно отново да стане независим.
Не загубва бойния си дух - дори сляп, възнамерява да поеме юздите на своята компания, за да завърши пускането на нов прототип електрическа крушка на пазара. Ермантие обаче открива своите граници: не е в състояние да запомни всичко, вече няма авторитета от миналото. Миг невнимание или твърде рисков опит за преодоляване на препятствия и той се оказва напълно изгубен, безпомощен. Човек, който винаги досега е проверявал и проверявал всичко, сега той трябва да разчита на своите роднини, да им вярва.
Малките странни случки обаче пораждат у него тъпа загриженост. Съзнавайки, че състоянието му засилва малката склонност към параноя, която винаги е имал, той не може да се отърси от смътното, но упоритото впечатление, че хората заговорничат около него. Подозрителен е към всички: преди всичко към жена си, но също така и към най-добрия си приятел.
Той също така е разстроен от сетивата си, защото не винаги разпознава местата: например смята, че в градината трябва да има млада фиданка, която е засадил, но не може да я намери. Ермантие се нуждае от помощта на жена си, за да я разпознае.
Предприемачът освен това осъзнава, че крият неща от него. Електрически контакт, който е променил мястото си в сравнение със спомените му. Тогава неговият брат му обяснява, че преди пристигането му е извършен ремонт, но че никой не е разговарял с него за това.
По-късно му обясняват отсъствието на брат му чрез спор между него и съпругата му, която го е изгонила. Но като той се замисля, разбира, че брат му трябва да е бил жертва на нападение и че е починал, иначе защо би чул камбанен звън за опело и най-вече защо биха скрили от него.
Индустриалецът успява да научи истината от жена си, която е смятала, че е най-добре за него да разбере истината, за да не се безпокои той повече. Но при посещение на гроба на брат си той иска да опипа надгробния камък, за да види дали е красив. Тъй като шофьорът му е заминал да намери цветя, никой не му пречи. След това разбира, че името на камъка е неговото собствено. Опитвали са се да го представят за мъртъв, без съмнение, за да могат законно да управляват фабриката му и да не продължат с пускането на неговия проект. Когато отива в стаята на жена си, за да ѝ обясни, той усеща присъствието на партньора си (за когото се предполага, че е отишъл да се грижи за фабриката) и разбира, че партньорът и съпругата му са любовници.
След това решава да избяга през нощта, тъй знае достатъчно пътя до селото, за да стигне там. Счита, че след като стигне селото, ще пита за къщата на човека, когото търси там. Но пътят е много по-дълъг от очакваното. Накрая го взимат и попада в болницата. След това осъзнава, че персоналът говори италиански и разбира по-добре малките разлики (грешките, електрическия контакт, странната миризма ...), той не е в къщата си до морето, а в Италия – все едно, че може да бъде считан за мъртъв, тъй като никой не го познава.
Лекарите не говорят френски, така че той не може да им обясни проблема и да ги помоли да уведомят полицията. Накрая съпругата му идва да го търси и плаща много на лекаря, за да не вдига шум.

## Адаптации

### В киното
- 1960: Faces in the Dark, британски филм, режисиран от Дейвид Ийди, базиран на романа „Лицата на мрака“ с участието на Джон Грегсън, Май Зетерлинг и Джон Ирланд.

### По телевизията
- 1984: Gesichter des Schattens, немски телевизионен филм, режисиран от Кристиан Кюн, по романа „Лицата на мрака“, с Волфганг Вал.